# Certhiaxis
Certhiaxis är ett litet fågelsläkte i familjen ugnfåglar inom ordningen tättingar. Släktet omfattar endast två arter med utbredning från Colombia till Uruguay:
- Gulhakad taggstjärt (C. cinnamomeus)
- Rödvit taggstjärt (C. mustelinus)